# Dolina Pięciu Stawów Polskich

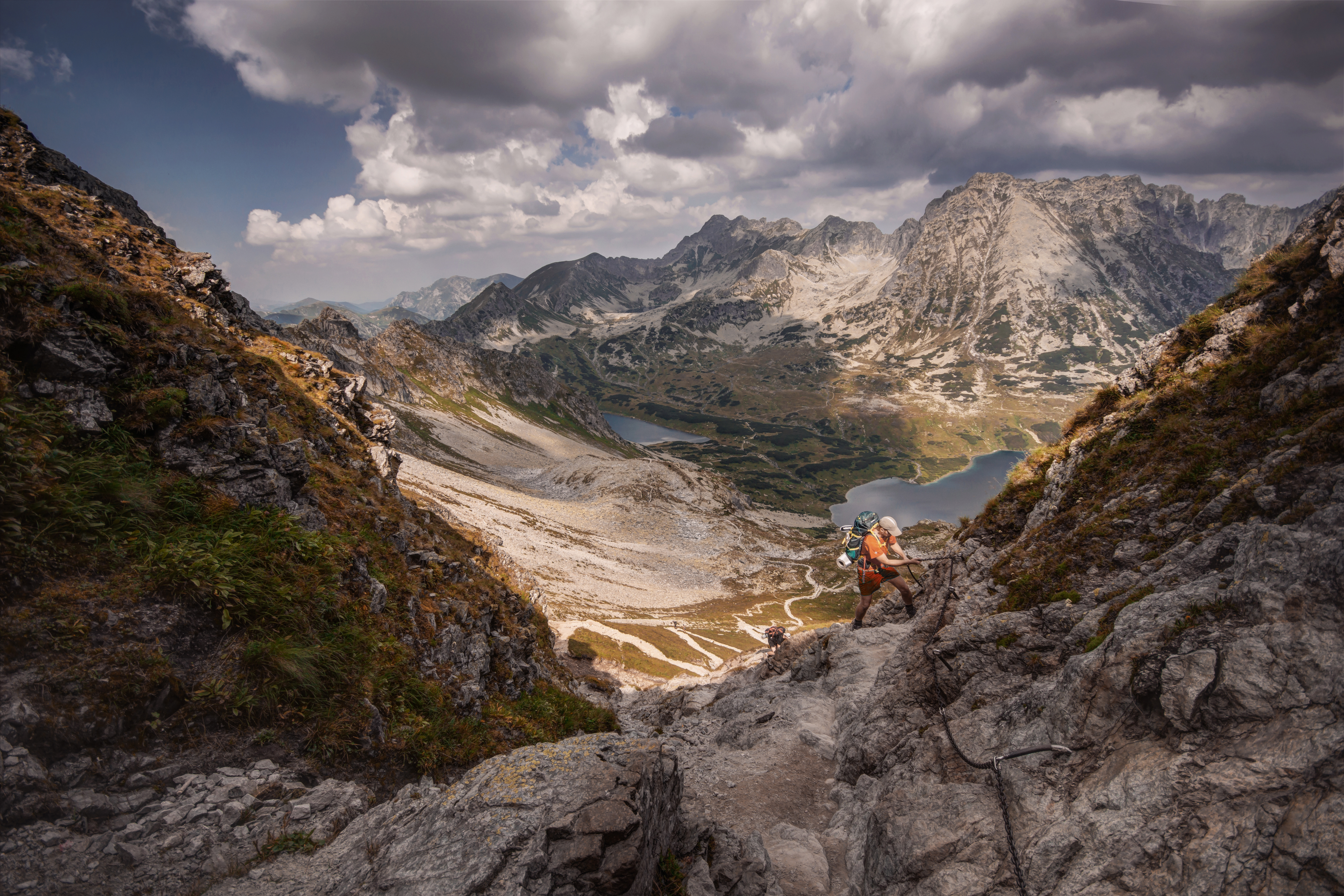
Blick vom Bergpass Kupfersattel (Szpiglasowa Przełęcz)

Das eiszeitlich durch Gletscher geformte Hängetal Dolina Pięciu Stawów Polskich (deutsch Fünfseetal) ist die südwestliche Verlängerung des Roztokatals, eines Trogtals das wiederum ein Seitental des Bialkatals ist, in der polnischen Hohen Tatra in der Woiwodschaft Kleinpolen. Es liegt unterhalb der Hängetäler: Kegelkar (Dolina pod Kołem) und Ödes Kar (Dolina Pusta).

## Geographie
Das Tal ist rund 4 km lang und von über 2300 m hohen Bergen umgeben, u. a. dem Massiv der Seealmspitze (Świnica) mit ihrem Nordgrat im Südwesten sowie dem Kupferberg (Miedziane) im Osten und dem Hauptkamm der Tatra im Süden. Es hat eine Fläche von ca. 7 km².
Das Tal fällt von Südwesten nach Nordosten von ca. 1900 Höhenmetern auf 1626 Höhenmeter herab. Es wird von den Zuflüssen des Gebirgsflusses Roztoka durchflossen, die teilweise unterirdisch fließen und am Ende in den Großen Polnischen See münden. Viele Bäche führen nur zeitweise Wasser und sammeln dieses aus den Couloirs an den Hängen des Tals. Das Tal entwässert über den Wasserfall Siklawa in das Tal Roztokatal. Die weiteren Seen im Tal sind der Vordere See (Przedni Staw), der Kleine See (Mały Staw), der Schwarze See (Czarny Staw), das Ochsenauge (Wole Oko), der Hintere See (Zadni Staw), und das Kupferseelein (Szpiglasowe Stawki). 

## Etymologie
Der polnische Name lässt sich als „Tal der fünf polnischen Seen“ übersetzen, worauf sich auch der deutsche Name bezieht. Der Name ist irreführend, da sich im Tal mindestens sieben Seen, vier große Seen und zahlreiche kleinere Teiche, befinden.

## Flora und Fauna
Das Tal liegt oberhalb der Baumgrenze und wird im unteren Bereich von Bergkiefern bewachsen, die teilweise bis zu 400 Jahre alt sind. Das Tal ist Rückzugsgebiet für Gämsen und Murmeltiere.

## Klima
Im Tal herrscht Hochgebirgsklima.

## Almwirtschaft
Vor der Errichtung des Tatra-Nationalparks im Jahr 1954 wurde das Tal seit dem 17. Jahrhundert für die Almwirtschaft genutzt. Danach wurden die Eigentümer der Almen enteignet bzw. zum Verkauf gezwungen. Ehemalige Almhütten befinden sich noch im Tal.

## Tourismus
Durch das Tal führen zahlreiche Wanderwege von den umgebenden Bergpässen und Gipfeln. Am oberen Rand des Nordhangs verläuft der rot markierte Höhenweg Orla Perć (Adlerweg).
- ▬ ▬ Jeweils ein grün und ein schwarz markierter Wanderweg führen vom Tal Roztokatal herauf.
- ▬ Ein gelb markierter Wanderweg führt vom Tal auf den Bergpass Kreuzsattel (Krzyżne).
- ▬ Ein blau markierter Wanderweg führt vom Bergsee Meerauge über den Bergpass Świstówka Roztocka ins Tal.
- ▬ Ein blau markierter Wanderweg führt vom Polnischen Grünen See (Zielony Staw Gąsienicowy) über die Riegelscharte (Zawrat) ins Tal.
- ▬ Ein gelb markierter Wanderweg führt vom Bergsee Meerauge über den Bergpass Kupfersattel (Szpiglasowa Przełęcz) ins Tal.
- ▬ Ein gelb markierter Wanderweg führt vom Polnischen Schwarzen See (Czarny Staw Gąsienicowy) über die Gemsenscharte (Kozia Przełęcz).
- ▬ Ein schwarz markierter Wanderweg führt vom Tal auf den Gipfel Gemsenberg (Kozi Wierch).
- In der Vergangenheit führte ein markierter Wanderweg vom Tal auf den Bergpass Glatten Pass (Gładka Przełęcz) und von dort in die Slowakei.

Im unteren Bereich liegt die höchstgelegene Schutzhütte Polens Schronisko PTTK w Dolinie Pięciu Stawów Polskich am Bergsee Przedni Staw Polski.

## Karte

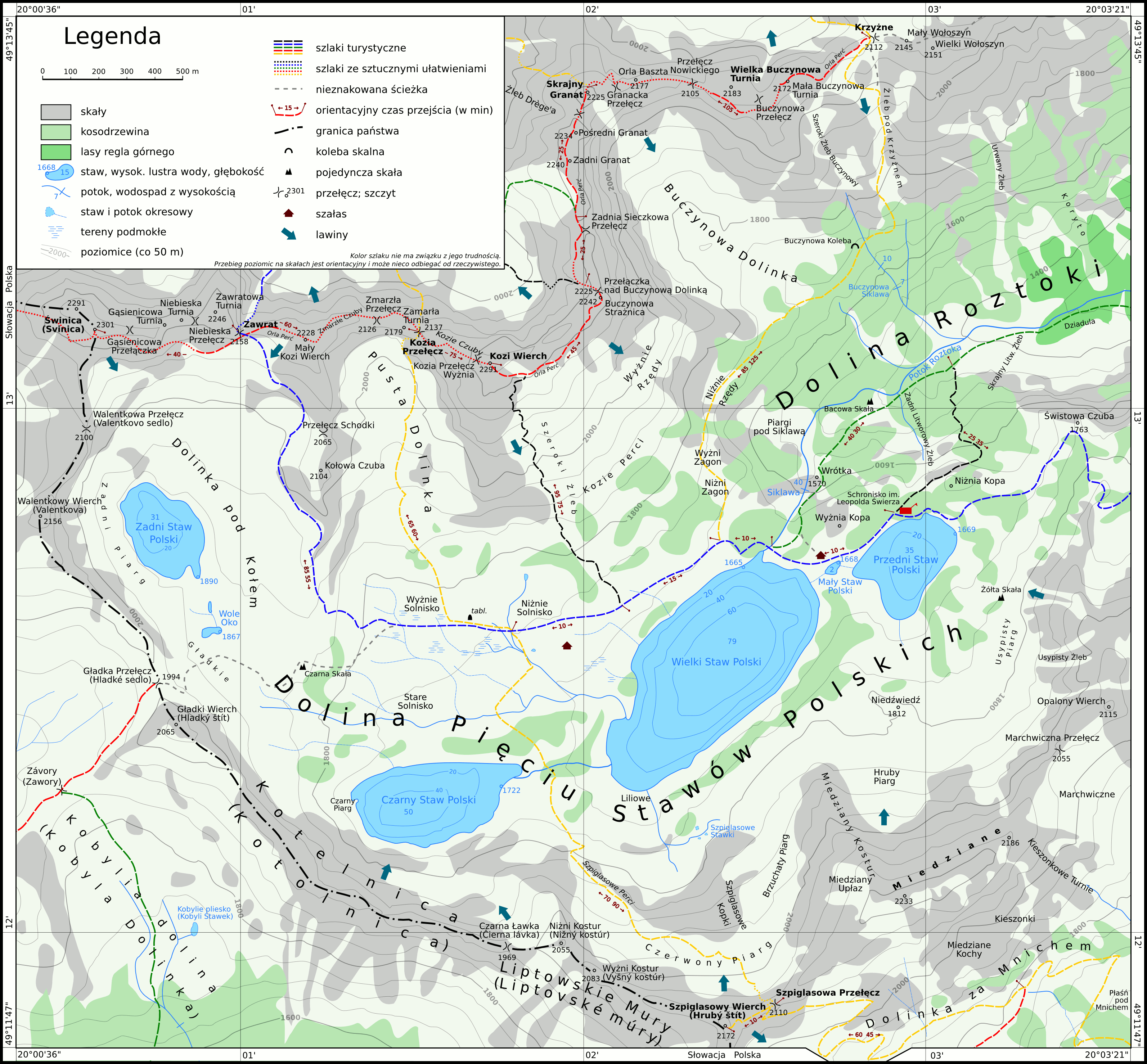
Karte des Tals

## Panorama

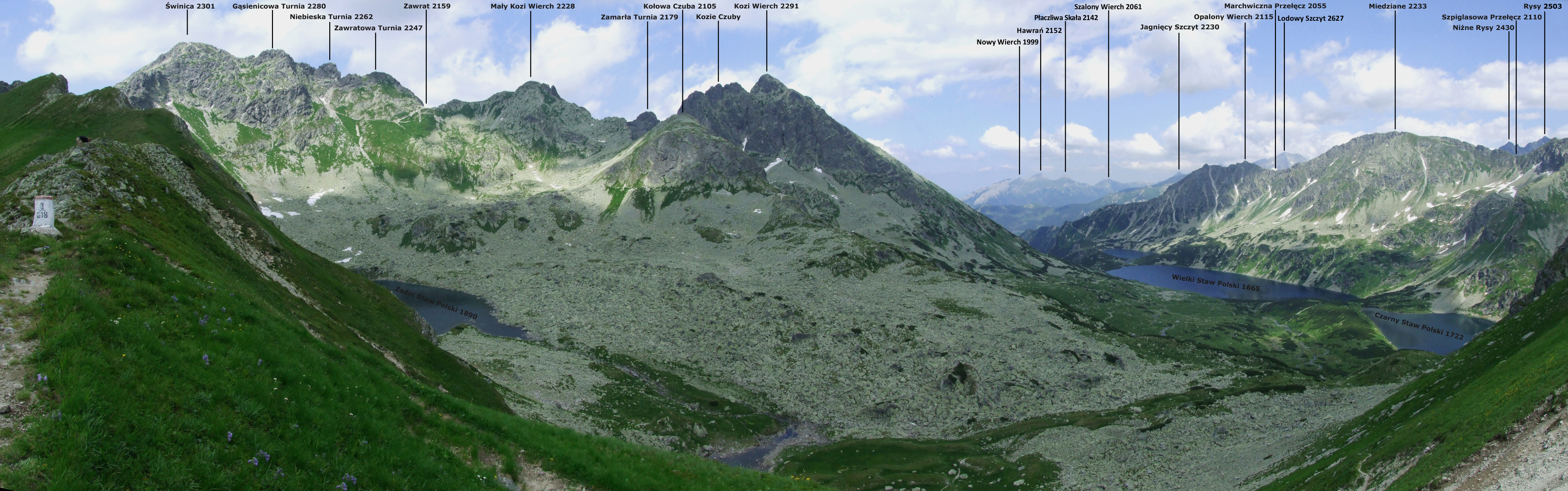
Panorama des Tals vom Glatten Pass im Sommer

Panorama des Tals vom Gemsenberg im Winter

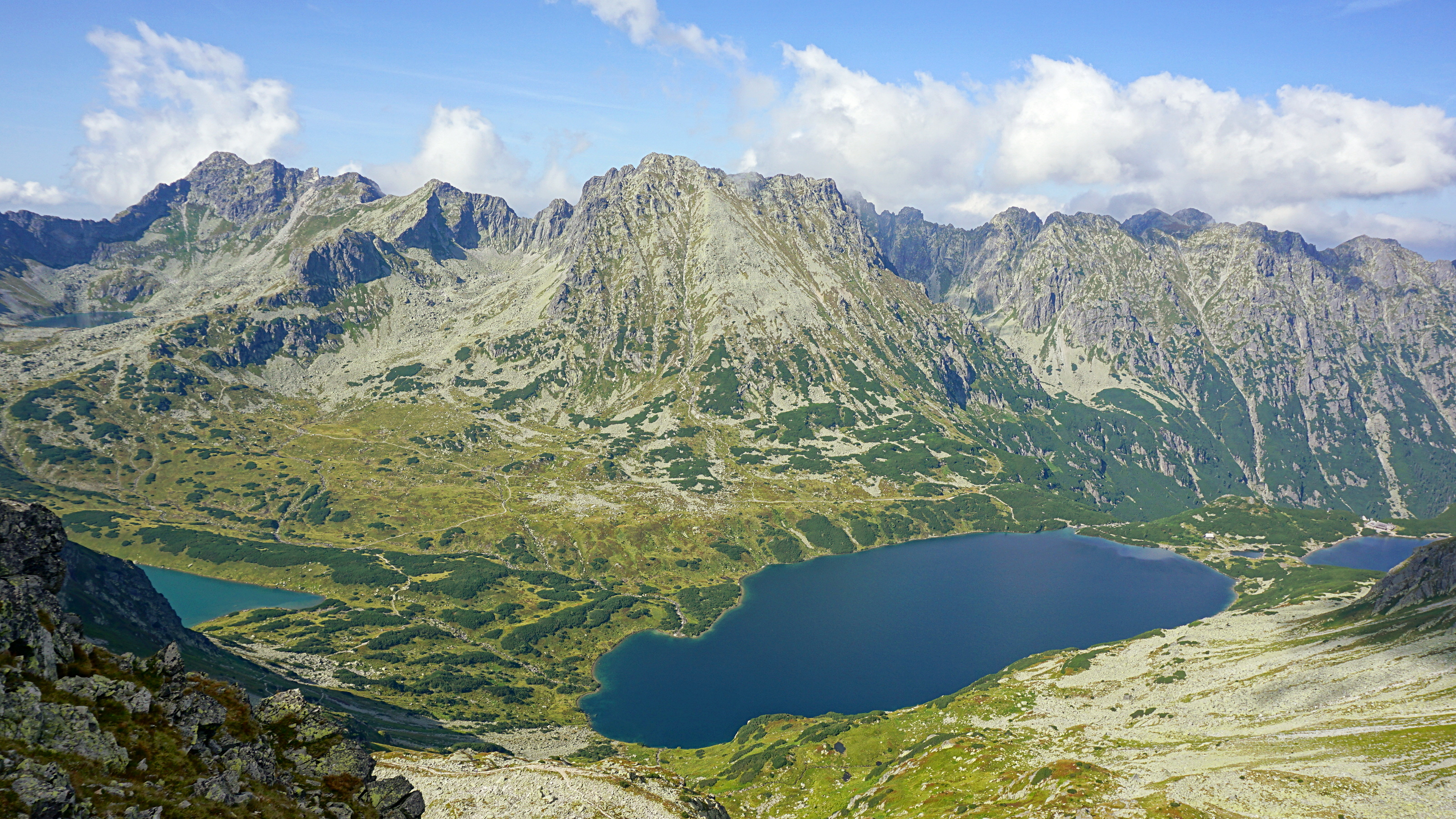
Panorama des Tals vom Szpiglasowy Wierch im Sommer